# Roseboom
Roseboom es un pueblo ubicado en el condado de Otsego en el estado estadounidense de Nueva York. En el año 2000 tenía una población de 684 habitantes y una densidad poblacional de 8 personas por km².

## Geografía
Roseboom se encuentra ubicado en las coordenadas 42°42′40″N 75°43′36″O / 42.71111, -75.72667.

## Demografía
Según la Oficina del Censo en 2000 los ingresos medios por hogar en la localidad eran de $37,841 y los ingresos medios por familia eran $43,438. Los hombres tenían unos ingresos medios de $24,205 frente a los $19,940 para las mujeres. La renta per cápita para la localidad era de $19,977. Alrededor del 10.6% de la población estaban por debajo del umbral de pobreza.